# Raricirrus
Raricirrus is een geslacht van borstelwormen uit de familie van de Cirratulidae. De wetenschappelijke naam van het geslacht werd voor het eerst geldig gepubliceerd in 1961 door Hartman.

## Soorten
- Raricirrus beryli Petersen & George, 1991
- Raricirrus jennae Magalhães, Linse & Wiklund, 2017
- Raricirrus maculatus Hartman, 1961
- Raricirrus variabilis Dean, 1995

### Synoniemen
- Raricirrus maculata Hartman, 1961 => Raricirrus maculatus Hartman, 1961